# José Giral Pereira

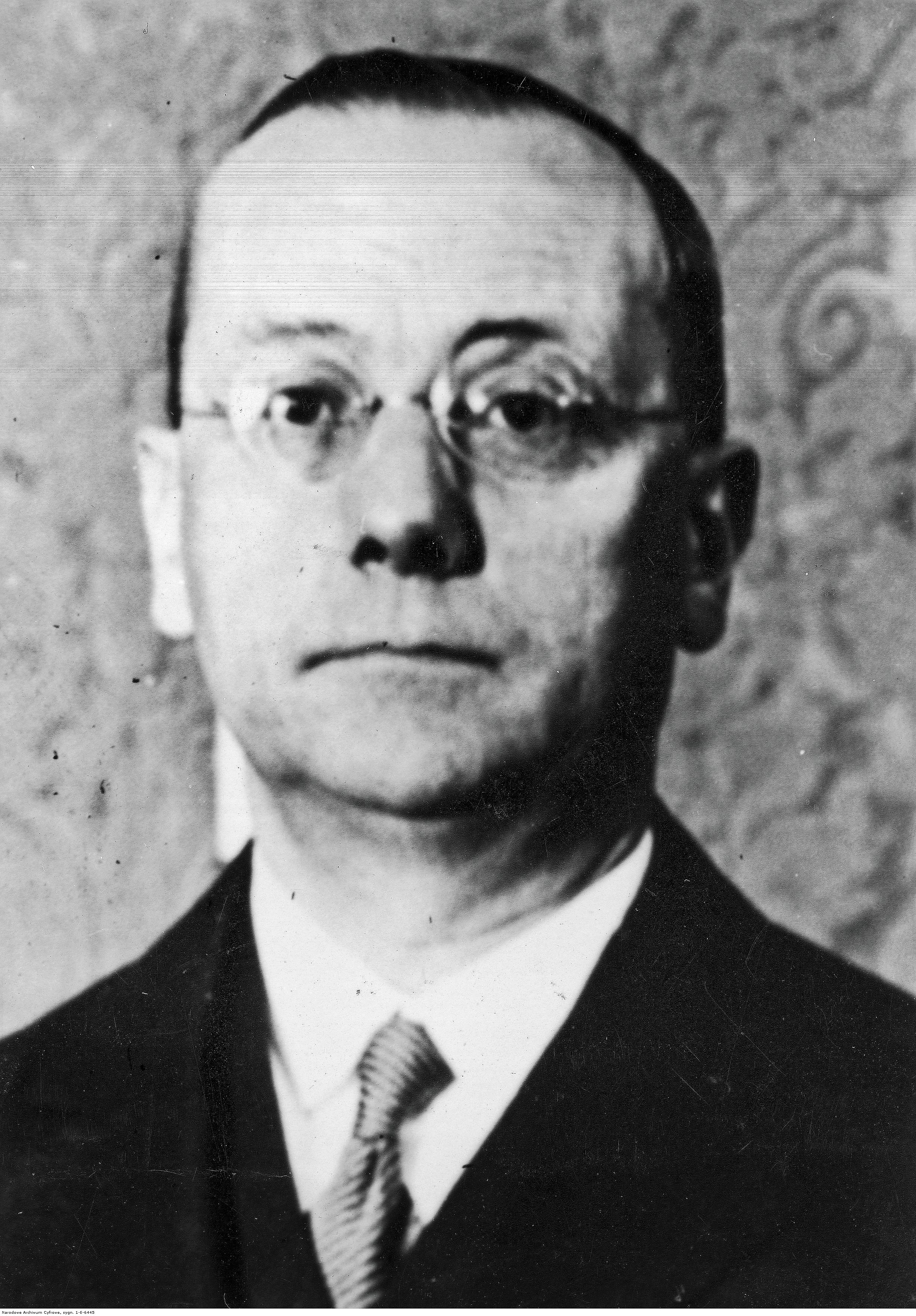
José Giral Pereira.

José Giral Pereira (Santiago de Cuba, 1879 -  México, 1962), was een Spaans politicus ten tijde van de Tweede Spaanse Republiek (1931-1939) en in de Spaanse Republiek in ballingschap.
José Giral kwam uit een middenklassengezin en studeerde scheikunde aan de Universiteit van Madrid. In 1905 werd hij hoogleraar scheikunde aan de Universiteit van Salamamca. Giral was betrokken bij de staking van 1917 en zat enige tijd gevangen.
Tijdens de dictatuur van generaal Primo de Rivera was Giral een belangrijk tegenstander en zat hij meerdere malen gevangen. In 1925 richtte hij samen met Manuel Azaña de Acción Política (Politieke Actie) op, de voorloper van de Acción Republicana (Republikeinse Actie). Deze partij streefde naar een democratisch, republikeins Spanje en naar uitgebreide liberale hervormingen. De Acción Rpebublicana werd in 1930, na de val van Primo de Rivera, een legale politieke partij. 
Nadat de Tweede Republiek was uitgeroepen (april 1931), werd Giral directeur van de Universiteit van Madrid en lid van de staatsraad. Van 1931 tot 1933 was hij minister van Marine in het kabinet van partijgenoot Azaña. In 1933 kwam deze centrumlinkse regering ten val.
In 1934 fuseerde de Acción Republicana met enige kleine sociaaldemocratische partijtjes tot de Izquierda Republicana (Linkse Republikeinse Partij). De IR sloot zich in 1936 aan bij de Volksfront dat in februari 1936 de verkiezingen won. Giral werd opnieuw minister van Marine. 
Op 17 juli 1936 brak een opstand van ontevreden officieren uit die leidde tot de Spaanse Burgeroorlog (1936-1939). De regering-Quiroga trad af. Parlementsvoorzitter Diego Martinez Barrio werd door president Manuel Azaña aangesteld als premier. In de nacht van 17 op 18 juli probeerde Diego Martinez Barrio tevergeefs een compromiskabinet te vormen, waarbij de leider van de staatsgreeppoging Emilio Mola een positie in de regering zou krijgen. Daarop trad Barrio af. In de vroege morgen van 18 juli 1936 gaf president Manuel Azaña aan Giral de opdracht om een nieuwe regering te vormen, die uitsluitend uit republikeinse ministers zou moeten bestaan. Op 19 juli presenteerde Giral de nieuwe regering en werd premier. Zijn eerste beslissing was om wapens uit te delen aan de linkse milities van de vakbonden Unión General de Trabajadores en Confederación Nacional del Trabajo. Hieronder waren militante activisten die in de voorgaande periode al geweld hadden gebruikt tegen conservatieve burgers, religieuzen en grondbezitters.
Na de val van Talavera de la Reina en met de troepen van de nationalistische factie voor de poorten van Madrid, was het onmogelijk geworden de sociaaldemocraten, de belangrijkste bondgenoten van de liberale republikeinen, buiten de regering te houden, en op 4 september 1936 trad Giral af. Zijn opvolger werd de sociaaldemocratische leider Francisco Largo Caballero. Tot mei 1937 was Giral minister zonder portefeuille in regering Largo Caballero en van mei 1937 tot april 1938 was hij minister van Buitenlandse Zaken in de regering van Juan Negrín. Van april 1938 tot april 1939 was hij wederom minister zonder portefeuille.
In 1939 vluchtte Giral naar Frankrijk en ging van daar naar Mexico waar hij docent aan het Polytechnisch Instituut van de Nationale Universiteit was. Van 17 augustus 1945 tot 9 februari 1947 was Giral premier van de Spaanse Regering in ballingschap.
- Biblioteca Nacional de España: XX850350
- Bibliothèque nationale de France: cb10823369g (data)
- Catàleg d'autoritats de noms i títols de Catalunya: 981058512789606706
- Gemeinsame Normdatei: 1128076535
- International Standard Name Identifier: 0000 0001 1871 4181
- Library of Congress Control Number: nr2005005942
- Nederlandse Thesaurus van Auteursnamen: 120519941
- Système universitaire de documentation: 252541294
- Virtual International Authority File: 44254224
- WorldCat: E39PBJkT84MdBGmgfq3dBkkJjC